# Zbruč (noviny)
Zbruč jsou ukrajinské internetové noviny. Vydává je společnost ЛМГО "Західна аналітична група" (Lviv). Zbruč vyšly poprvé 11. února 2013. Šéfredaktorem je Orest Druľ (Орест Друль), redaktorem — Andrij Kvjatkovskyj (Андрій Квятковський). 
Přispívají známí ukrajinští spisovatelé jako Jurij Andruchovyč, Sofija Andruchovyč, Andrij Bodnar, Andrij Ljubka, Ivan Lučuk, Vasyl Machno, Taras Prochasko, Mykola Rjabčuk, Jurij Vynnyčuk.